# Malena de Toledo
María Elena Tortolero, de nombre artístico Malena de Toledo, (30 de abril de 1908 - Montevideo, Uruguay; 22 de enero de 1960) fue una destacada cantante de tangos en la década de oro del tango argentino por su voz y timbre característicos para el género, que inspiró el tango Malena.

## Biografía
María Elena Tortolero, era hija de Manuel Teodoro Tortolero León y de Purificación Conejero, ambos españoles, nacida el 30 de abril de 1908 en Santa Fe, Argentina, aunque el lugar y la fecha han sido discutidos. Lo que está claro es que se crio desde su infancia en Brasil junto a sus hermanos debido al nombramiento de su padre como cónsul español en Porto Alegre.
El estar radicada en Brasil le permitió acceder a un repertorio de canciones populares a nivel bilingüe e internacional, alcanzando gran fama en los años cuarenta.
En 1929 integra la orquesta de Elvino Vardaro - Osvaldo Pugliese con quien hace giras en el interior del país. 
Hizo una vasta carrera en Brasil, donde alcanzó a dejar su voz en un sello discográfico del género tanguero. Realizó giras por el exterior como México, Venezuela y Uruguay.
Su «voz de sombra» no tuvo acceso a la radio, pero según los eruditos del tango, llevó al disco por lo menos una canción: Volvé de Edgardo Donato y Bayón Herrera.
El compositor Homero Manzi la conoció en una boite en San Pablo, Brasil en 1941 cuando volvía de México. Allí Manzí quedó totalmente enamorado de ella a tal punto que le dedicó un tango muy popular, Malena,  ya que en ese país Elena adoptó el nombre artístico de Malena de Toledo. Volcó sus emociones en versos que luego se lo entregó a Lucio Demare ya en Buenos Aires. En pocos minutos sentado en a la mesa de un café de Acevedo y Libertador, el autor Dandy le puso música.
En lo sentimental Tortolero se casó el 24 de junio de 1944 en México con el tenor y cantante melódico mexicano Genaro Salinas, a quien conoció en una gira por Cuba, el cual tenía 2 hijos de un matrimonio anterior: Concepción y Genaro Jr. Salinas Herrera. En 1946, viajaron a Buenos Aires, cuando su marido fue contratado por el Centro Social Español “El Tronío”. Allí ella fue vocalista de la orquesta de Vardaro-Pugliese. Ambos tuvieron una gran aceptación del público y de los medios, por lo que decidieron instalarse en Buenos Aires. Retirada como cantante, en Argentina, trabajó como representante de artistas como la del grupo Trío Azul que encabezaba el cantor Roberto Palmer.
Su marido inició una relación sentimental con la actriz de teatro Zoe Ducós, que lo llevó a dejar Argentina, aunque nunca se divorció de Malena. Su marido falleció el 29 de abril de 1957 en Caracas, Venezuela, fue encontrado debajo de un puente, después ser apaleado y arrojado desde el mismo. Al parecer un marido celoso fue el instigador. 
Malena acompañada de su hijastro Genarito y del cantante Roberto Palmer (primera voz del conjunto floklórico Los Cantores de Quilla Huasi), fueron a Caracas a recoger los restos de su marido y llevarlos a darle sepultura en el “Panteón de los Artistas” del cementerio de la “Chacarita” en Buenos Aires, Argentina en donde yacen, hasta la fecha. Viuda a los 49 años y con dos hijastros a su cargo, se vio obligada a alquilar parte de su casa que habitaba en calle Maipú 746, para poder sobrevivir.
María Elena Tortolero murió el 22 de enero de 1960 a los 52 años de edad en la ciudad de Montevideo, Uruguay, víctima de un edema pulmonar. Elsa, la mujer de Roberto Palmer se trasladó, junto con Genarito, al vecino país para repatriar los restos de la cantante y depositarlos junto a los de su marido en el Panteón de los Artistas.